# Baláo
Baláo är en ort i Ecuador.   Den ligger i provinsen Guayas, i den sydvästra delen av landet, 300 km söder om huvudstaden Quito. Baláo ligger 5 meter över havet och antalet invånare är 12 205.
Terrängen runt Baláo är mycket platt. Havet är nära Baláo åt nordväst. Runt Baláo är det ganska glesbefolkat, med 42 invånare per kvadratkilometer. Det finns inga andra samhällen i närheten. Omgivningarna runt Baláo är en mosaik av jordbruksmark och naturlig växtlighet.